# Kobe Proesmans
Kobe Proesmans is een Belgisch percussionist en drummer, die in talloze groepen speelt.
Proesmans was medeoprichter van Wawadadakwa, Belgian Afro Beat Association en Obatala. Hij speelde bij onder meer Zita Swoon, El Tattoo del Tigre, Tony Allen en Gabriel Ríos.
Met Aarich Jespers richtte hij The Colorist Orchestra op, een achtkoppig orkest waarin Proesmans en Jespers als arrangeur op zoek gaan naar nieuwe registers en klankkleuren voor populaire muziek, hierbij gebruikmakend van voornamelijk onorthodoxe instrumenten. The Colorist Orchestra werkte samen met onder andere Sumie Nagano, Cibelle, Emilíana Torrini, Gabriel Ríos, Howe Gelb, Kodō en Lisa Hannigan.
Kobe werkte in het theater onder meer voor BRONKS, Hetpaleis en TGstan. In 2013 componeerde en regisseerde hij samen met choreografe Iris Bouche de poppentheatervoorstelling Wulong of de dansende draak (8+). In 2022 maakten zij samen de dansvoorstelling Rizoom!
Op het Royal Conservatoire Antwerp doceert Kobe 'Percussive Thinking'.